# Timiskaming—Cochrane
Pour les articles homonymes, voir Timiskaming (homonymie) et Cochrane.
Timiskaming—Cochrane fut une circonscription électorale fédérale de l'Ontario, représentée de 1997 à 2003.
La circonscription de Timiskaming—Cochrane a été créée en 1996 avec des parties de Cochrane—Supérieur, Nipissing, Timiskaming—French-River et Timmins—Chapleau. Abolie en 2003, elle fut redistribuée parmi Nickel Belt, Nipissing—Timiskaming et Timmins—Baie James.

## Géographie
En 1996, la circonscription de Timiskaming—Cochrane comprenait:
- Le territoire du district Timiskaming, excluant les cantons de Douglas et de Geikie
- Le nord-est du territoire du district Nipissing

## Députés
1. 1997-2004 — Benoît Serré, PLC

- PLC = Parti libéral du Canada